# Homentasch

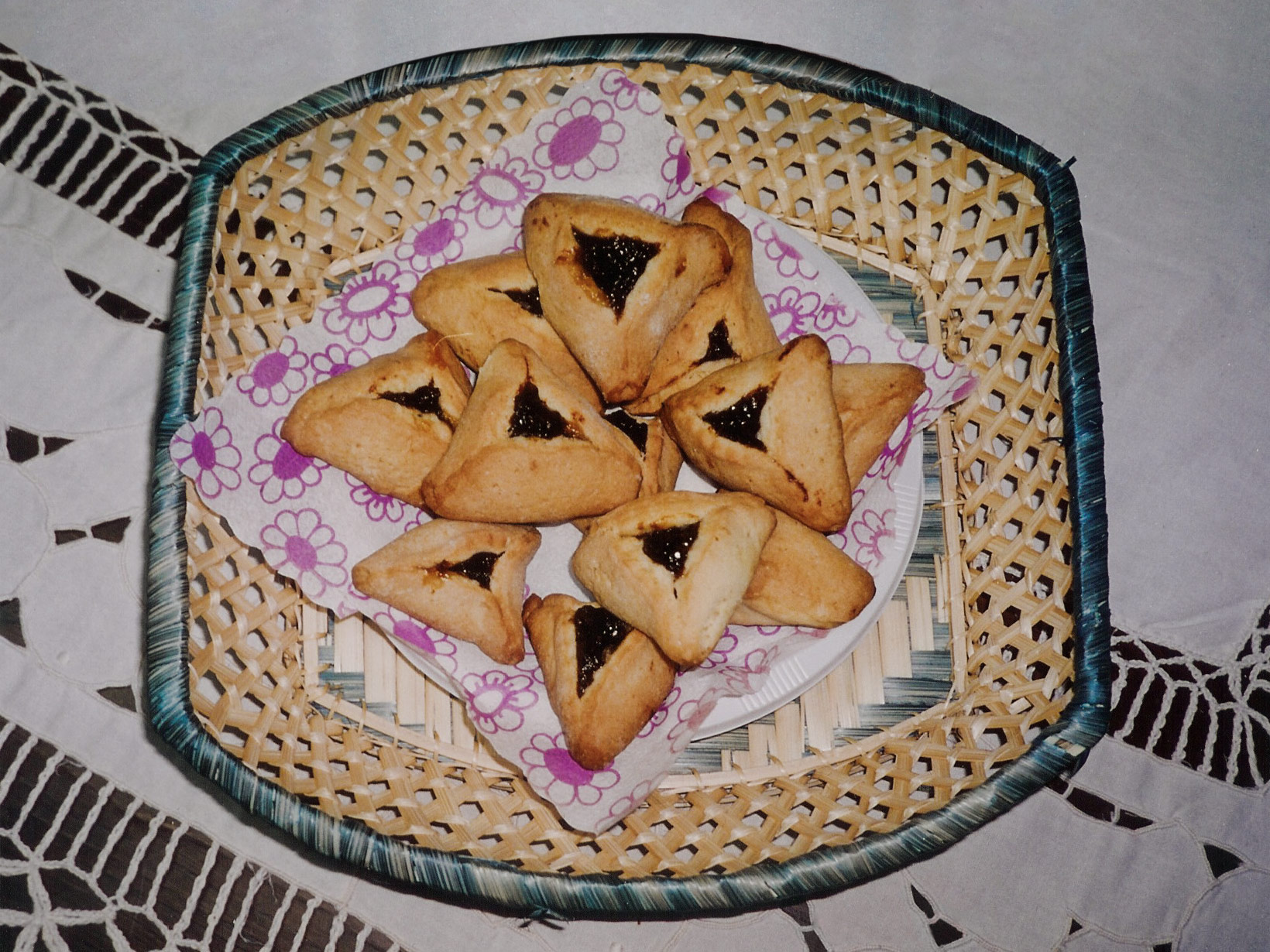
Homentasch

Homentasch (de ídiche: bolsa de Hamã; plural:Homentaschen hebraico: Oznéi Haman, orelha do Hamã) é uma bolacha recheada de forma triangular consumida na festa de Purim.
A origem deste doce é da Europa oriental.
O recheio tradicional é de sementes de papoula, mas pode também ser recheada com tâmara, chocolate e outras frutas.
A massa é cortada em círculos e depois de recheada, dobrada em tres partes unidas no centro.
A forma final seria semelhante ao chapéu que Hamã usava (semelhante ao chapéu de Napoleão Bonaparte).